# Liste der geschützten Landschaftsbestandteile im Landkreis Mecklenburgische Seenplatte
Die Liste der geschützten Landschaftsbestandteile im Landkreis Mecklenburgische Seenplatte nennt die geschützten Landschaftsbestandteile im Landkreis Mecklenburgische Seenplatte in Mecklenburg-Vorpommern.

## Liste
| Bild | Nr.      | Bezeichnung                                                    | Gemarkung      | Position                         | Beschreibung | Verordnung |
| ---- | -------- | -------------------------------------------------------------- | -------------- | -------------------------------- | --- | ---------- |
|      | DM 001   | Sölle in der Gemarkung Krusemarkshagen                         | Lindenberg     | 53° 45′ 39,7″ N, 13° 4′ 8,9″ O   | 12 ha. Es handelt sich um einige Sölle, die sich zu vielfältigen, strukturierten Moorkomplexen mit breitem Verlandungsgürtel entwickeln. | 1991       |
|      | DM 004   | Dunker See bei Törpin                                          | Törpin         | 53° 46′ 38″ N, 13° 3′ 38,9″ O    | 1,5 ha. Rundes relativ tiefes wasserführendes Soll mit nordöstlich anschließender länglicher Verlandungszone mit Röhrichten, Weiden und Erlen. Schutzwürdig ist dieser Biotop wegen seiner Bedeutung als Rast- und Brutplatz für Wasservögel, wie z. B. des Zwergtauchers und des Grünfüßigen Teichhuhns. Das ökologisch intakte Soll mit gutem Pflanzenbestand ist gleichzeitig Laichplatz für verschiedene Lurcharten.                                                          | 1991       |
|      | DM 006   | Lindenberger Torfstiche                                        | Lindenberg     | 53° 44′ 59″ N, 13° 0′ 40,8″ O    | 10 ha. Die engere Schutzzone des GLB stellen aufgelassene Torfstiche dar, die sich im Laufe der Zeit mit Grund- und Regenwasser gefüllt haben. Diese sind mit Weiden und starken Roterlen umstanden. Im angrenzenden Bereich (erweiterte Schutzzone) befinden sich reich strukturierte Landschaftselemente, wie ein mit starken Eichen bestandener Hügel sowie zwei nordwärts gelegene Hügel mit einer vielfältigen Trockenrasenvegetation sowie eines Standortes der Kuhschelle. | 1991       |
|      | DM 007   | Güntherschen Soll                                              | Lindenberg     | 53° 45′ 25,5″ N, 13° 3′ 11,4″ O  | ca. 3 ha. Flacher Weiher, der durch das Vernässen einer Wiese entstanden ist. In ihm stocken noch zum Teil abgestorbene Weiden. Das „Güntherschen Soll“ dient heute als Rast- und Brutgebiet für eine Reihe von seltenen Enten- und Limikolenarten. | 1991       |
|      | DM 008   | Kirchenbruch Lindenberg                                        | Lindenberg     | 53° 45′ 40,6″ N, 13° 2′ 48,7″ O  | 7 ha. Ein flaches Weidengebüschmoor mit offenen Wasserflächen. Wertvolles Biotop, wertvolle Tierarten. | 1991       |
|      | MST 002a | Oser zum Tal der Schönbäk, Sandberg, Fuchsberg und Feuchtwiese | Schönbeck      | 53° 34′ 32,7″ N, 13° 35′ 20,4″ O | 11,21 ha, zwei Teilflächen: südlich Ratteyer Damm. Os mit besonderem geologischen Wert, Lebensraum schutzwürdiger Tier- und Pflanzenarten trockenwarmer Standorte. | 1993       |
|      | MST 002b | Oser zum Tal der Schönbäk, Sandberg, Fuchsberg und Feuchtwiese | Schönbeck      | 53° 34′ 54,5″ N, 13° 35′ 50,1″ O | 11,21 ha, zwei Teilflächen: nördlich Rattey. Os mit besonderem geologischen Wert, Lebensraum schutzwürdiger Tier- und Pflanzenarten trockenwarmer Standorte. | 1993       |
|      | MST 045  | Findlingsgarten Prälank                                        | Neustrelitz    | 53° 21′ 25,1″ N, 13° 0′ 10,1″ O  | 0,82 ha. Trockenrasenbiotop mit reichhaltigen Vorkommen von Pflanzenarten trockenwarmer Standorte. Einzigartige Sammlung verschiedener Findlingsarten des skandinavischen Raums. | 1993       |
|      | MST 046  | Salbeihügel bei Prälank                                        | Neustrelitz    | 53° 21′ 37,8″ N, 13° 0′ 31,6″ O  | 0,75 ha. Trockenrasenhügel mit Vorkommen der in Mecklenburg seltenen Pflanzenarten Wiesensalbei und Bergziest. | 1993       |
|      | MST 047  | Kleiner Kurpitschsee                                           | Wustrow        | 53° 13′ 39,7″ N, 12° 55′ 47,1″ O | 4,62 ha. Naturnaher See innerhalb eines geschlossenen Erlen-Bruchwaldkomplexes. | 1993       |
|      | MST 048  | Halbinsel Brückentin                                           | Wokuhl-Dabelow | 53° 15′ 25,4″ N, 13° 12′ 40,8″ O | 7,19 ha. Trockenwarmer Standort mit Vorkommen einer Vielzahl seltener und schutzwürdiger Tier- und Pflanzenarten. Des Weiteren stellen die umgebenden Bruchwald- und Röhrichtzonen wertvolle und geschützte Biotope dar. | 1993       |
|      | NB 001   | GLB Insel im Mühlenteich                                       | Neubrandenburg | 53° 32′ 34,9″ N, 13° 17′ 3,8″ O  | 0,3 ha. Insel im Mühlenteich mit Bedeutung als Brut-, Nahrungsgebiet und Lebensraum von zahlreichen Wasservögeln. | 1998       |